# Championnat du monde d'échecs 2004 (classique)

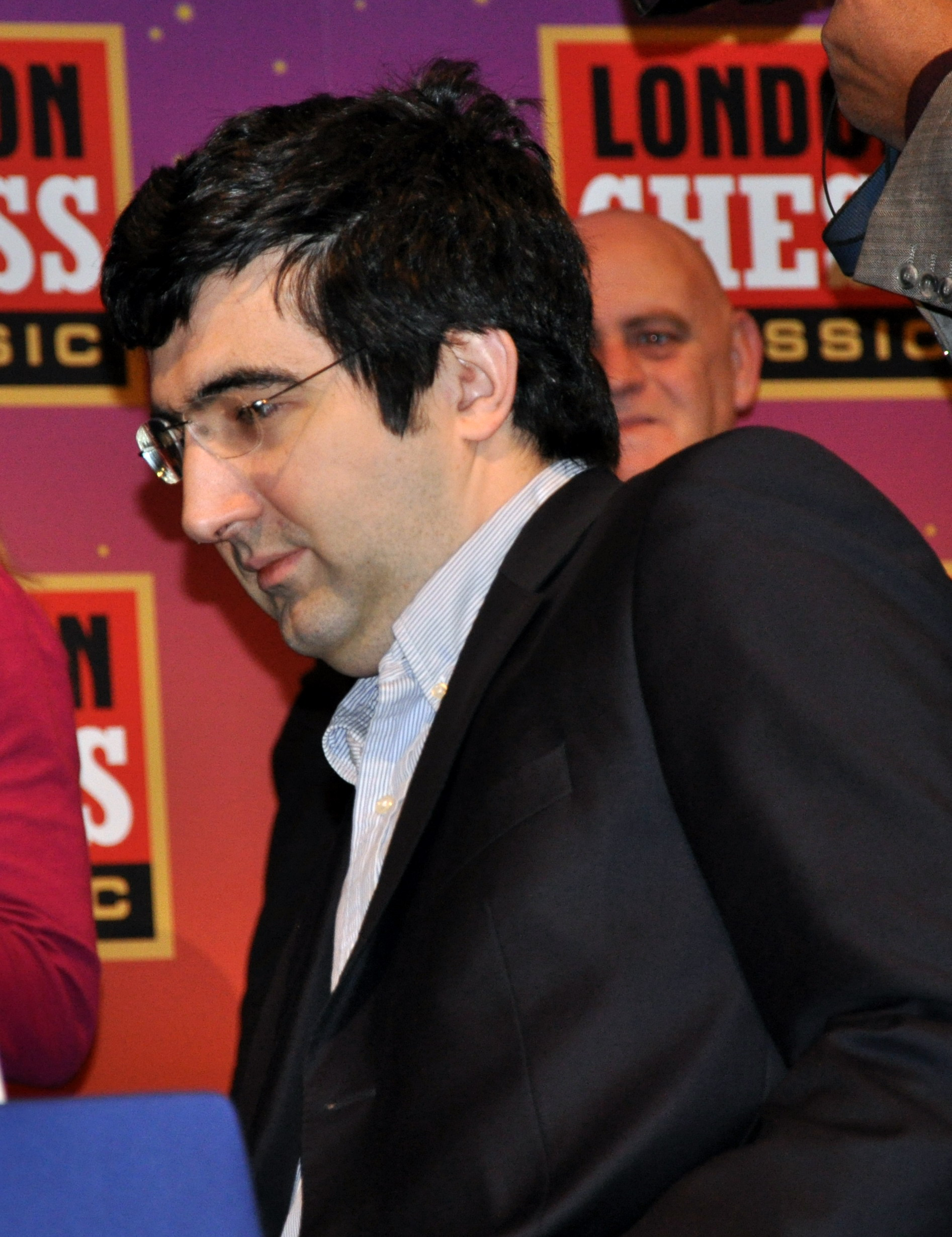
Photo de Vladimir Kramnik, Tournoi d'échecs a Londres en 2010.

Le Championnat du monde d'échecs 2004 (classique) s'est tenu du 25 septembre au 18 octobre 2004 à Brissago en Suisse. Le Russe Vladimir Kramnik, le tenant du titre, était opposé au Hongrois Péter Lékó dans un match de 14 parties.
Le match s'est soldé par un ex aequo 7-7 (+2 -2 =10) qui a permis au Russe de conserver le titre.

## Contexte
En 1993, Garry Kasparov se sépare du cycle du championnat du monde de la Fédération internationale des échecs. Il en résulte deux séries de champions du monde, l'une sanctionnée par la FIDE et l'autre, dite PCA, puis classique, qui se réclame de la série de matchs débutée par Wilhelm Steinitz en 1886. 
Après avoir défendu son titre en 1993 contre l'Anglais Nigel Short, puis en 1995 contre l'Indien Viswanathan Anand, Kasparov est battu par Kramnik à Londres en 2000.
Plusieurs tentatives de réunification du titre ont lieu, dont l'accord de Prague conclu en 2002, qui prévoyait que le vainqueur d'un match entre le champion FIDE 2004, Rustam Qosimjonov et Garry Kasparov (au titre de numéro 1 au classement Elo), affronterait le vainqueur du match de Brissago. Le match entre Kasparov et Qosimjonov n'eut jamais lieu et la réunification a lieu en 2006 à la suite du match entre Kramnik et Topalov.

## Sélection du challenger (Dortmund 2002)
Le tournoi d'échecs de Dortmund 2002 tient lieu de tournoi des candidats pour déterminer le challenger du titre de Kramnik. Kasparov refuse de prendre part à ce tournoi car il estime qu'il a droit à un match revanche au vu de ses résultats de 2001 en tournoi. Viswanathan Anand décline également, avançant des obligations contractuelles vis-à-vis de la FIDE.
Lékó remporte ce tournoi,.

### Préliminaires
| Place | Groupe 1         | Fédération | 1  | 2  | 3  | 4  | Total |
| ----- | ---------------- | ---------- | -- | -- | -- | -- | ----- |
| 1     | Veselin Topalov  | Bulgarie   | ** | == | 1= | 1= | 4     |
| 1     | Alekseï Chirov   | Espagne    | == | ** | =1 | =1 | 4     |
| 3     | Boris Guelfand   | Israël     | 0= | =0 | ** | 1= | 2½    |
| 4     | Christopher Lutz | Allemagne  | 0= | =0 | 0= | ** | 1½    |

| Place | Groupe 2              | Fédération | 1  | 2  | 3  | 4  | Total |
| ----- | --------------------- | ---------- | -- | -- | -- | -- | ----- |
| 1     | Ievgueni Bareïev      | Russie     | ** | 10 | == | 11 | 4     |
| 2     | Péter Lékó            | Hongrie    | 01 | ** | =1 | == | 3½    |
| 3     | Michael Adams         | Angleterre | == | =0 | ** | == | 2½    |
| 4     | Aleksandr Morozevitch | Russie     | 00 | == | == | ** | 2     |

Chirov remporte un match de départage en deux parties contre Topalov 1½-½.

### Phase finale
Demi-finale
- Lékó bat Chirov 2½-0½
- Topalov fait match nul 2-2 contre Bareev mais remporte le départage 1½ -0½

Finale
- Lékó bat Topalov  2½-1½

## Résultat du match (Brissago 2004)
|                  | Elo  | 1 | 2 | 3 | 4 | 5 | 6 | 7 | 8 | 9 | 10 | 11 | 12 | 13 | 14 | Total |
| ---------------- | ---- | - | - | - | - | - | - | - | - | - | -- | -- | -- | -- | -- | ----- |
| Vladimir Kramnik | 2770 | 1 | ½ | ½ | ½ | 0 | ½ | ½ | 0 | ½ | ½  | ½  | ½  | ½  | 1  | 7     |
| Peter Leko       | 2741 | 0 | ½ | ½ | ½ | 1 | ½ | ½ | 1 | ½ | ½  | ½  | ½  | ½  | 0  | 7     |

## Parties
- Leko-Kramnik Partie 1 Kramnik sacrifie sa dame contre une tour et un fou et remporte la finale[4]
- Leko-Kramnik Partie 5 Leko arrive en finale avec un pion de plus et égalise[5].
- Kramnik-Leko Partie 8 Leko réfute sur l'échiquier la préparation de Kramnik dans le gambit Marshall et mène 2-1[6]
- Leko-Kramnik Partie 11 Leko accepte une nulle par répétition au 16e coup
- Kramnik-Leko Partie 12 Leko adopte une défense Caro-Kann, Kramnik a des chances de gain mais les deux joueurs sont à court de temps et font nulle au 34e coup[7].
- Leko-Kramnik Partie 13 Kramnik opte pour une défense Benoni et tente de gagner avec les Noirs, mais la partie est finalement nulle[8]. Toujours mené deux victoires à une, Kramnik doit absolument gagner la dernière partie pour conserver son titre.
- Kramnik-Leko Partie 14 Kramnik remporte la dernière partie, ce qui solde le match par un ex aequo qui lui permet de garder le titre in extremis[9],[10]